# Oenothera spachiana
Oenothera spachiana är en dunörtsväxtart som beskrevs av John Torrey och Gray. Oenothera spachiana ingår i släktet nattljussläktet, och familjen dunörtsväxter. Inga underarter finns listade i Catalogue of Life.